# Fundación Víctimas del Terrorismo
La Fundación Víctimas del Terrorismo es una entidad sin ánimo de lucro española creada el 19 de diciembre de 2001, fruto del Pacto Antiterrorista acordado entre el Partido Popular, entonces en el gobierno, y el Partido Socialista Obrero Español, el principal partido de la oposición.

Para promover esa colaboración, ambos partidos nos comprometemos a impulsar, junto con las asociaciones de víctimas, la creación de una Fundación en la que estén representadas dichas asociaciones que coordinará sus actividades con las fundaciones ya existentes.

## Finalidad y objetivos
De acuerdo con sus estatutos, su finalidad es promover y divulgar los valores democráticos, la defensa de los derechos humanos, la pluralidad y la libertad de los ciudadanos y, al mismo tiempo, ser un vehículo útil de consulta para una mejor comprensión de la situación del colectivo de víctimas del terrorismo en España. Asimismo, tiene entre sus objetivos prestar la ayuda necesaria en su vertiente asistencial a las víctimas del terrorismo y a sus familias; impulsar becas y promover intercambios culturales y crear un fondo cultural de carácter permanente en memoria de las víctimas. Su financiación, según sus estatutos, es mixta, proviniendo la mitad de subvenciones estatales y la otra mitad de donaciones de empresas y entidades privadas.

## Presidencia
La presidencia está ocupada por Tomás Caballero Martínez desde julio de 2020.
Anteriormente han ocupado la presidencia de la FVT: Adolfo Suárez, Ana María Vidal-Abarca, Maite Pagazaurtundúa y Mari Mar Blanco Garrido.
Su patronato lo forman los presidentes, vicepresidentes y catorce vocales nombrados por la Administración General del Estado, por las asociaciones de víctimas y por la junta de mecenazgo, siendo estos en 2011: Adolfo Suárez, expresidente del Gobierno; Maite Pagazaurtundúa, exconcejal del Partido Socialista de Euskadi y hermana de Joseba Pagazaurtundúa, asesinado por ETA en 2003; Cristina Cuesta, hija de Enrique Cuesta, asesinado por ETA en 1982; Pilar Platero Sanz, subsecretaria de Hacienda; Luis Aguilera Ruiz, subsecretario de Interior; Jaime Pérez Renovales, subsecretario de la Presidencia; Fernando Benzo Saínz, subsecretario de Educación, Cultura y Deporte; Abel Matutes, exministro de Exteriores; Gorka Landaburu, periodista que recibió una carta bomba de ETA en 2001; Francisco Llera, catedrático y director del Euskobarómetro; Francisco González Rodríguez, presidente del BBVA; Gabriel Castro Villalba, director corporativo de comunicación de Endesa; María del Mar Blanco, representante de la Fundación Miguel Ángel Blanco y hermana de éste; Natividad Rodríguez, viuda de Fernando Buesa y representante de la fundación que lleva su nombre; Conchita Martín, viuda de Pedro Antonio Blanco, asesinado por ETA en 2000; y Pilar Manjón, madre de un asesinado en los atentados del 11-M y representante de la Asociación 11-M Afectados del Terrorismo.
Desde noviembre de 1990 ya existía una fundación con el mismo nombre creada por la Asociación Víctimas del Terrorismo (AVT); sin embargo ésta cambió su nombre por el de Fundación Dignidad y Justicia, cediendo su antigua denominación a la actual fundación.